# Dželaludin Muharemović
Dželaludin Muharemović (Sarajevo, 23 de março de 1970) é um ex-futebolista bósnio que atuava como meio-campista. Tem grande identificação com o Željezničar Sarajevo, onde atuou em 300 partidas, marcando 127 gols.
Iniciou a carreira no UNIS Vogošća, onde ficou até 1992, quando assinou contrato com o Željo. Saiu pela primeira vez do clube em 1996, para atuar pelo Zagreb, equipe de médio porte da Croácia.
Durou apenas uma temporada nos Poetas, retornando ao Željezničar em 1997. Desta vez, teve uma passagem mais longa pelo clube do coração, encerrada em 2001, quando foi contratado pelo pequeno Volgar Astrahan, das divisões inferiores da Rússia.
Muharemović retornou pela segunda (e última) vez ao Željo em 2002, ficando por lá até 2005, quando, aos 35 anos de idade, anunciou o fim de sua carreira de jogador.

## Recordes
Embora atuasse como meio-campista, Muharemović foi o artilheiro do Campeonato Bósnio 2000-01, marcando 31 gols. Também ele é o dono de outros recordes: é o segundo maior artilheiro da história do Željezničar e também o maior artilheiro da história do Dérbi de Sarajevo, com seis gols. Muharemović também marcou cinco gols em um jogo da liga contra o Velež Mostar em 2000, feito não repetido por nenhum jogador da Bósnia até hoje.

## Seleção Bósnia
Muharemović foi convocado pela Seleção da Bósnia em 18 oportunidades, marcando quatro gols. A estreia foi contra o fraco Vietnã, derrotado facilmente por 4 a 0. Deu adeus à carreira internacional em 2001, quando os bósnios já não tinham chances matemáticas de disputar a Copa de 2002.

## Diretor esportivo
Com a carreira encerrada, Muharemović foi convidado pela diretoria do Željezničar para desempenhar funções de diretor-esportivo da equipe em 2006, e ele aceitou a proposta, se mantendo até hoje no posto. No mesmo ano, chegou a comandar a equipe interinamente.